# Pedro Barcelonna
Pedro Barcelonna (Olavarría, Provincia de Buenos Aires, Argentina, 27 de febrero de 1988) es un exbasquetbolista argentino que se formó en las inferiores de Racing Club de Olavarria y se desempeñó como alero en el Club Atlético River Plate del Torneo Federal de Básquetbol de la Argentina.

## Carrera profesional

### Clubes
- Actualizado hasta el 13 de mayo de 2018.

| Club                       | País      | Año         |
| -------------------------- | --------- | ----------- |
| Racing Club de Olavarria   | Argentina | 2005 - 2006 |
| El Nacional (BB)           | Argentina | 2006 - 2007 |
| Club Villa del Parque      | Argentina | 2007 - 2009 |
| Club Atlético Pueblo Nuevo | Argentina | 2009 - 2010 |
| Estudiantes de Olavarria   | Argentina | 2010 - 2011 |
| River Plate                | Argentina | 2011 - 2016 |